# ترميز نيوتن
ترميز نيوتن للتفاضل يتضمن وضع نقطة (dot) فوق اسم التابع، يستخدم هذا الترميز بشكل خاص في الميكانيك:
{\displaystyle {\dot {x}}={\frac {dx}{dt}}=x'(t)}
{\displaystyle {\ddot {x}}=x''(t)}
وهكذا.
لم يستخدم إسحق نيوتن طريقة واحدة للدلالة على التفاضل، ولأن ترميز نيوتن للتفاضل يعد غير عمليًّا فإن ترميز لايبنتز للتفاضل يعد هو الأكثر شيوعًا وانتشارًا.